# Северо-центральный Бурк-ан-Брес
Северо-центральный Бурк-ан-Брес (фр. Bourg-en-Bresse-Nord-Centre) — кантон во Франции, находится в регионе Рона — Альпы, департамент Эн. Входит в состав округа Бурк-ан-Брес.
Код INSEE кантона — 0137. Всего в кантон Северо-центральный Бурк-ан-Брес входит одна коммуна — Бурк-ан-Брес.

## Население
Население кантона на 1999 год составляло 12 617 человек.
| 1962 | 1968 | 1975 | 1982 | 1990   | 1999   |
| ---- | ---- | ---- | ---- | ------ | ------ |
| -    | -    | -    | -    | 13 408 | 12 617 |